# Unison
Unison foi o primeiro álbum em inglês da cantora canadense Céline Dion.
Foi lançado em 1990 e fez com que a cantora ficasse conhecida tanto no Canadá quanto em outros países que falam a língua inglesa, como os Estados Unidos. Unison vendeu mais de 3 milhões de cópias mundialmente.

## Faixas
| #   | Título                             | Escritor                                | Duração |
| --- | ---------------------------------- | --------------------------------------- | ------- |
| 1.  | "(If There Was) Any Other Way"     | P. Bliss                                | 4:00    |
| 2.  | "If Love Is Out The Question"      | P. Bliss, P. Palmer                     | 3:53    |
| 3.  | "Where Does My Heart Beat Now"     | R. W. Johnson, T. Rhodes                | 4:33    |
| 4.  | "The Last To Know"                 | B. Walsh, P. Galdston                   | 4:35    |
| 5.  | "I'm Loving Every Moment With You" | T. Keane, E. Pressley, T. Collins       | 4:08    |
| 6.  | "Love By Another Name"             | David Foster, C. Magnes, Glen Ballard   | 4:51    |
| 7.  | "Unison"                           | A. Goldmark, B. Roberts                 | 4:13    |
| 8.  | "I Feel Too Much"                  | T. Keane, E. Pressley                   | 4:09    |
| 9.  | "If We Could Start Over Again"     | S. Meissner                             | 4:22    |
| 10. | "Have a Heart"                     | Aldo Nova, Billy Steinberg, R. McCarthy | 4:14    |